# ACE High
ACE High var et troposcatter-kommunikationssystem, som daterer tilbage til 1956. Systemet blev dekommissioneret i de sene 1980'ere.
I alt var der 82 stationer lokaliseret i ni forskellige NATO-lande. Nato havde bl.a. en troposcatter-radioforbindelse fra Norge via Torphøj i Danmark til Tyskland. Det kaldtes NATO's Troposcatter Relay Network.
Troposcatter forbindelser benyttes ikke så meget mere. Forbindelserne foregår nu via satellit.